# Myoxanthus
Myoxanthus es un género que tiene asignada 65 especies de orquídeas, de la tribu Epidendreae perteneciente a la familia (Orchidaceae). 
El nombre del género se refiere a lo carnoso de sus sépalos de color rojo-marrón.

## Hábitat
Se encuentran en Centroamérica y Sudamérica.

## Descripción
Tiene especies grandes y pequeñas, epífitas y ocasionalmente terrestres, con rizoma y  ramicaulos erectos o ascendentes, sin pseudobulbo y con la inflorescencia emergiendo lateralmentee o raramente saliendo del rizoma. Tiene una simple flor. Difiere de Pleurothallis desde donde fue segregada, en la cubierta de sus tallos erectos.
| - Myoxanthus affinis - Myoxanthus cimex - Myoxanthus conceicioensis - Myoxanthus exasperatus - Myoxanthus fimbriatus - Myoxanthus georgei - Myoxanthus gorgon | - Myoxanthus hirsuticaulis - Myoxanthus monophyllus - Myoxanthus punctatus - Myoxanthus serripetalus - Myoxanthus speciosus - Myoxanthus uxorius - etc. |